# Per Alström
Per Johan Alström, född 9 april 1961, är en svensk professor i ornitologi (docent i systematik och evolutionsforskning). Han forskar inom taxonomi, systematik och evolution, med fåglar i Asien som specialitet. Alström är verksam vid Institutionen för ekologi och genetik (zooekologiska avdelningen) vid Uppsala universitet och vid Artdatabanken vid Sveriges lantbruksuniversitet, och har tidigare arbetat som bl.a. Intendent och Forskningshandläggare vid Naturhistoriska riksmuseet och varit gästforskare vid Percy Fitzpatrick Institute of African Ornithology vid University of Cape Town och gästprofessor vid Kinesiska vetenskapsakademin. Han är ordförande i Svenska artprojektets vetenskapliga kommitté och Kommittén för svenska djurnamn och svensk fokalpunkt för Global Taxonomy Initiative under FN:s Konventionen om biologisk mångfald (CBD). Vice chefredaktör för den internationella ornitologiska tidskriften Avian Research.
Auktorsnamnet Alström används för arter vetenskapligt beskrivna av Per Alström: Phylloscopus hainanus, Phylloscopus emeiensis, Phylloscopus calciatilis, Seicercus soror, Locustella chengi, Motacilla samveasnae, Zoothera salimalii.
Alström har också beskrivit Niltavinae, en underfamilj till familjen flugsnappare.